# Franziska Koch
Franziska Koch (Mettmann, 13 juli 2000) is een Duitse mountainbikster, baan- en wegwielrenster die sinds 2019 voor het in 2025 geheten Team Picnic PostNL rijdt.

## Carrière
In 2017 won Koch bij de junioren het Duitse kampioenschap mountainbiken en het omnium tijdens de Duitse kampioenschappen baanwielrennen. Per 1 augustus 2019 kwam ze voor Team Sunweb uit, later achtereenvolgens Team DSM, Team DSM-Firmenich, Team dsm-firmenich PostNL en Team Picnic PostNL geheten. Ze won in 2019 de vierde etappe van de Boels Ladies Tour.
Franziska Koch komt uit een wielerfamilie, met grootvader Wolfgang Koch, als ook haar beide ouders Christian Koch en Petra Stegherr en haar oudere broer Michel Koch.

## Palmares

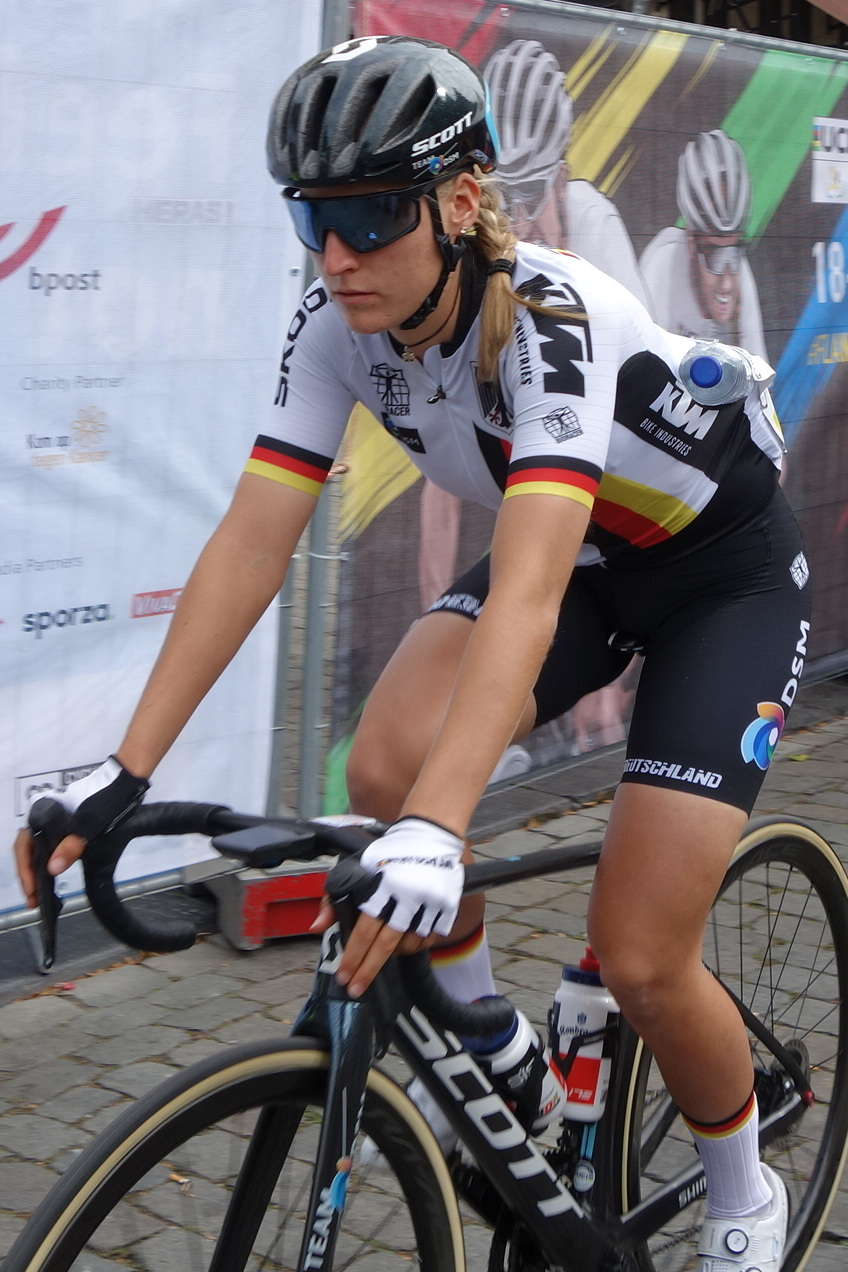
Koch aan de start van het WK 2021 in Antwerpen

### Baanwielrennen
| Jaar     | DK                                            | EK       | WK       | Overige  |
| Junioren | Junioren                                      | Junioren | Junioren | Junioren |
| -------- | --------------------------------------------- | -------- | -------- | -------- |
| 2016     | omnium                                        |          |          |          |
| 2017     | omnium · ploegenachtervolging · achtervolging |          |          |          |

### Mountainbiken
2017
 Duits kampioenschap, junioren

### Wegwielrennen
2019
4e etappe Boels Ladies Tour
2023
 Europees kampioenschap gemengde ploegenestafette, elite
2024
 Duits kampioene op de weg, elite
 Europees kampioenschap gemengde ploegentijdrit, elite
2025
 Duits kampioene op de weg, elite

#### Resultaten in voornaamste wedstrijden
| Jaar | Ronde van Italië | Ronde van Frankrijk | Ronde van Spanje |
| ---- | ---------------- | ------------------- | ---------------- |
| 2019 |                  |                     | 10e              |
| 2020 |                  |                     |                  |
| 2021 |                  |                     |                  |
| 2022 | 82e              | buiten tijd         |                  |
| 2023 | 105e             |                     |                  |
| 2024 | 49e              | 50e                 |                  |
| 2025 |                  | 38e                 | 32e              |

| Jaar | Milaan-San Remo | Gent-Wevelgem | Ronde van Vlaanderen | Parijs-Roubaix | Amstel Gold Race | Strade Bianche |  | WK op de weg |
| ---- | --------------- | ------------- | -------------------- | -------------- | ---------------- | -------------- |  | ------------ |
| 2019 |                 |               |                      |                |                  |                |  |              |
| 2020 |                 | 71e           | opgave               |                |                  | 38e            |  | 75e          |
| 2021 |                 | 49e           | 34e                  | 7e             | 72e              | opgave         |  | 37e          |
| 2022 |                 |               |                      |                |                  | opgave         |  | 72e          |
| 2023 |                 | 52e           | 72e                  | 33e            |                  |                |  | 52e          |
| 2024 |                 | 29e           | 49e                  | 32e            |                  |                |  | 43e          |
| 2025 | 41e             | 72e           | 41e                  | 42e            |                  |                |  |              |

## Ploegen
- 2019 –  Team Sunweb (vanaf 1 augustus)
- 2020 –  Team Sunweb
- 2021 –  Team DSM
- 2022 –  Team DSM
- 2023 –  Team DSM-Firmenich
- 2024 –  Team dsm-firmenich PostNL
- 2025 –  Team Picnic PostNL

Andersen · Brand · Ensing · Georgi · Kirchmann · Labous · Lippert · Mackaij · Mathiesen · Rivera · Soek
Andersen · Georgi · Henderson · Jackson · Kirchmann · Koch · Labous · Lippert · Mackaij · Mathiesen · Olausson · Rivera · Soek · Wiebes
Andersen · Georgi · Jastrab · Kirchmann · Koch · Labous · Lippert · Mackaij · Olausson · Peperkamp · Rivera · Soek · Wiebes
Barale · Curinier · Georgi · Jastrab · Kirchmann · Koch · Kool · Labous · Lippert · Mackaij · Peperkamp · Uijen · Wiebes
Barale · Ciabocco · Curinier · Georgi · Hengeveld · Jastrab · Koch · Kool · Labous · van der Meiden · Peperkamp · Plouffe · Rayer · Storrie · Uijen · Vinke
Bader (vanaf 16/7) · Barale · Barbieri · Ciabocco · Georgi · Hengeveld · Jastrab · Koch · Kool · Labous · van der Meiden (tot 30/7) · Nelson · Peperkamp · Plouffe · Rayer · Smith · Storrie · Uijen · Vinke
Bader · Barale · Barbieri · Cavalli · Ciabocco · Georgi · Heremans · Jastrab · Koch · Kool · Londoño · Nelson · Peperkamp · Roldan · Smith · Storrie · Uijen · Vinke